# Lānaʻihale
Der Lānaʻihale ist die höchste Erhebung der Insel Lānaʻi im Archipel von Hawaii. Er liegt im Südosten der Insel und erreicht eine Höhe von 1030 m über dem Meer. Lānaʻihale zählt zu den sieben Schildvulkanen, die einst die Insel Maui Nui bildeten, aus der die heutigen Inseln Maui, Molokaʻi, Lānaʻi und Kahoʻolawe hervorgegangen sind. 
Die Wälder an den Hängen des Lānaʻihale sind ein bedeutendes Rückzugsgebiet des Hawaiisturmvogels (Pterodroma sandwichensis, hawaiisch: ʻUaʻu), einem Hochseevogel aus der Gattung der Hakensturmtaucher.